# .zm
.zm는 잠비아의 인터넷 국가 코드 최상위 도메인이다. .zm 도메인을 등록자들은 잠비아에 존재해야 한다.